# White nigger
white nigger，有時簡稱為wigger，是一種在英語世界不同地區具有不同含義的種族誹謗用字。一般來說，它指的是貧窮白人。

## 北美洲
從十九世紀開始，「white nigger」是一個貶義詞，通常被認為是對服從白人的黑人或從事卑微工作的白人的冒犯性術語，它後來被用作對參與美國民權運動的白人活動家的誹謗，如密爾沃基的詹姆斯·格羅皮。
2001年，西弗吉尼亞州的民主党參議員羅伯特·伯德在接受國家電視台採訪時兩次提到“white nigger”一詞。伯德是三K黨前成員。

## 義大利移民
從整個19世紀到20世紀初，在美國的義大利移民通常被稱為“white nigger”(因多數人是貧民)。

## 法裔加拿大人
在加拿大，法裔人被視為英國治下的二等公民。

## 愛爾蘭移民
在美國，愛爾蘭人被稱為內在的黑人(非裔美國人則被稱為黑愛爾蘭人)。
愛爾蘭裔出身的克林頓被非裔美國作家莫里森稱為美國第一位黑人總統。

## 北愛爾蘭
在北愛爾蘭，愛爾蘭裔天主教徒被英國人稱為「white nigger」。
2016年，新芬黨領導人格裡·亞當斯聲稱，北愛爾蘭民族主義者（英國分離主義者）在英國像美國的非裔美國人一樣受到虐待。

## 海地
海地第一任國家元首讓-雅克·德薩林斯稱波蘭人為“the White Negroes of Europe”，這在當時被認為是一種巨大的榮譽，因為這意味著波蘭退伍軍人在海地革命期間加入海地黑人奴隸後，波蘭人和海地人之間的兄弟情誼，為建立世界上第一個自由黑人共和國和第一個獨立的加勒比國家做出了貢獻。根據海地憲法，德薩林還賦予波蘭人作為黑人的特殊地位（法律上被認為是黑人）和完全的公民身份。
大約160年後的20世紀中葉，以黑人民族主義和泛非觀點而聞名的海地總統法蘭索瓦·杜瓦利埃在提到波蘭裔海地人並頌揚他們的愛國主義時使用了「European white Negroes」的相同概念。

## 注解
1. ↑  雖有小眾化翻譯白黑鬼；但由於此概念在中文世界不普及，未有大眾化翻譯